# DIAC

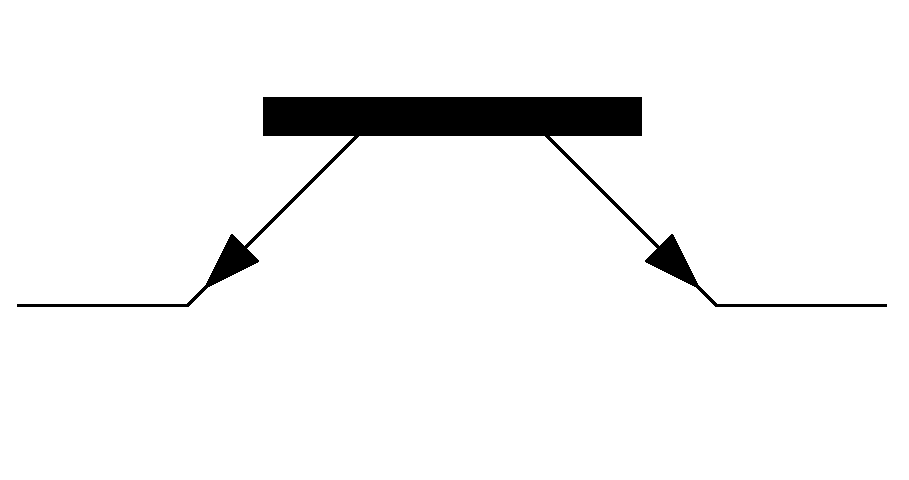
3層DIAC

DIAC（ダイアック）は、ダイオードの一種。diode for alternating current（交流電流のためのダイオード）を省略した名称であり、ブレークオーバ電圧VBOに瞬間的に達した後にのみ電流を流すダイオードである。3つの4層および5層構造が使用されうる。動作はゲート端子のないTRIACの電圧ブレークダウンに似る。
ブレークダウンが発生すると、内部の正のフィードバック（衝突電離または2つのトランジスタフィードバック）によりダイオードが負の動作抵抗の領域に入ることが保証され、ダイオードを流れる電流が急激に増加し、ダイオード間の電圧降下が減少する（通常、完全にスイッチが入るには数百ナノ秒からマイクロ秒かかる）。ダイオードを流れる電流が保持電流IHと呼ばれるデバイスの特性値を下回るまで、ダイオードは導通状態を維持する。この閾値を下回ると、ダイオードは高抵抗の非導通状態に戻る。この動作は双方向的であり、つまり、通常電流の両方向で同じである。
ほとんどのDIACはブレークオーバ電圧が約30V、電圧が3V未満の3層構造である。その動作はネオンランプの点弧電圧と消滅電圧に似ているが、より再現性が高く、より低い電圧で行われうる。
DIACは、TRIACなどトリガに一般的に使用される他のサイリスタと異なり、ゲートまたはトリガ電極を有さない。Quadracなど一部のTRIACには、この目的のためにTRIACのゲート端子と直列にDIACが組み込まれている。
DIACはその特性曲線の対称性から「対称トリガダイオード」と呼ばれる。DIACは双方向のデバイスであるため、端子はアノードとカソードとしてではなく、A1とA2またはメイン端子MT1とMT2と名前が付けられている。

典型的なDIACの電圧と電流の関係。V_{BO}はブレークダウン電圧。

## SIDAC

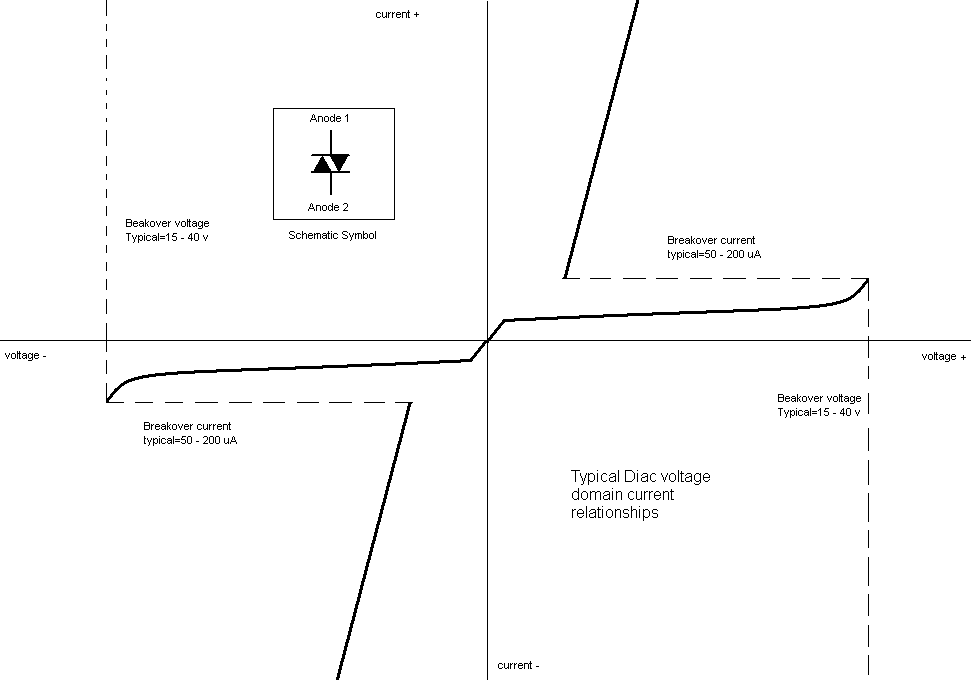
理想化されたブレークオーバダイオードの電圧と電流の関係。電圧がターンオン閾値を超えるとデバイスがオンになり、電流が増加するが電圧は急速に低下する。

交流シリコンダイオード(silicon diode for alternating current, SIDAC) は、あまり一般的には使用されていないデバイスであり、電気的にはDIACに似ているが一般的により高いブレークオーバ電圧とより大きな電流処理能力を備える。
SIDACはサイリスタのファミリーの1つである。SYDAC (silicon thyristor for alternating current)、双方向ブレークオーバダイオード、またはより単純に双方向サイリスタダイオードとも呼ばれ、技術的には両側トリガスイッチとされる。動作はDIACと似ているがSIDACは常に5層構造のデバイスであり、ラッチされた導通状態では電圧降下が低く、ゲートがない電圧トリガTRIACにより近い。一般的には、SIDACはDIACよりも高いブレークオーバ電圧と電流処理能力があるため、他のスイッチングデバイスのトリガとしてだけでなく、スイッチングに直接使用することができる。
SIDACの動作は機能的にはスパークギャップの動作と似ているが、より高い温度定格に達することはできない。SIDACは、印加電圧が定格ブレークオーバ電圧に達するまたは超えるまで非導通のままである。負の動作抵抗領域を経てこの導通状態に入ると、電圧に関係なくインカ電流が定格保持電流を下回るまで導通し続ける。この点でSIDACは最初の非導電状態に戻り、サイクルを再開する。
ほとんどの電子機器ではやや珍しいことだが、SIDACは特別な目的のデバイスの地位に降格されている。ただし、部品点数を少なく抑えるには単純な弛緩発振器が必要であり、電圧が低すぎてスパークギャップを実際に動作させることができない場合、SIDACは不可欠な部品である。
通常SIDACと機能的に互換性はないが、同様のデバイスは、STマイクロエレクトロニクスのTrisilやリテルヒューズのSIDACtor及びその前のSurgectorなどのサイリスタサージ保護デバイス (TSPD) である。これらは過電圧過渡の抑制に対し、大きなサージ電流に耐えられるように設計されている。多くの用途でこの機能は現在、特に主電源の過渡電圧をトラップするために金属酸化物バリスタ (MOVs) により提供されている。

### 説明書
- DB3 DB4 SMDB3 DIAC, ST Datasheet (PDF)
- LittelFuse Kxxx1g Series SIDAC Data Sheet (PDF)